# Monterrei (Ourense)
Monterrei (früher Monterrey = „Berg des Königs“) ist ein Ort und das Verwaltungszentrum einer Gemeinde (municipio) mit nur noch 2.397 Einwohnern (Stand: 2024) in der Provinz Ourense in der Autonomen Region (Comunidad Autónoma) Galicien im Nordwesten Spaniens. Mehrere Städte in den USA sowie in Mittel- und Südamerika sind nach dem Ort bzw. indirekt nach der namensgleichen Grafschaft (Condado de Monterrey) benannt.

## Lage und Klima
Der Ort Monterrei liegt auf einer Anhöhe etwa 10 km nördlich der portugiesischen Grenze auf dem Westufer des Rio Tâmega, einem Nebenfluss des Douro, in einer Höhe von ca. 520 m. Die Provinzhauptstadt Ourense befindet sich gut 73 km nordwestlich, die Nachbarstadt Verín liegt nur ca. 4 km östlich. Das vom Atlantik geprägte Klima ist gemäßigt und nicht selten regnerisch (ca. 905 mm/Jahr).

## Bevölkerungsentwicklung der Gemeinde
Legende: Monterrey___Monterrei

Quelle: INE-Archiv – grafische Aufarbeitung für Wikipedia
Infolge der Mechanisierung der Landwirtschaft und der daraus resultierenden Arbeitslosigkeit ist die Bevölkerung – trotz des Zuzugs aus den umliegenden Landgemeinden – seit den 1950er Jahren verstärkt in die Industriezentren des Nordens oder gar ins Ausland abgewandert.

## Gemeindegliederung
Die Gemeinde Monterrei ist in elf Parroquias gegliedert:
| Parroquias   | Patrozinium  | Einwohner 2024 | Fläche km² | Dichte Einw./km² | Höhe msnm | Ortskennzahl |
| ------------ | ------------ | -------------- | ---------- | ---------------- | --------- | ------------ |
| Albarellos   | Santiago     | 403            | 14,63      | 28               | 396       | 32050010000  |
| Estevesiños  | San Mamede   | 169            | 5,24       | 32               | 402       | 32050020000  |
| Flariz       | San Pedro    | 274            | 18,69      | 15               | 669       | 32050030000  |
| Infesta      | San Vicenzo  | 209            | 9,01       | 23               | 436       | 32050040000  |
| A Madanela   | Santa María  | 142            | 8,72       | 16               | 684       | 32050050000  |
| Medeiros     | Santa María  | 305            | 14,97      | 20               | 665       | 32050060000  |
| Monterrei    | Santa María  | 75             | 2,15       | 35               | 519       | 32050070000  |
| Rebordondo   | San Martiño  | 0              | 10,16      | 0                | 0         | 32050080000  |
| San Cristovo | San Cristovo | 111            | 5,63       | 20               | 648       | 32050090000  |
| Vences       | Santa Baia   | 222            | 14,63      | 15               | 420       | 32050100000  |
| Vilaza       | San Salvador | 514            | 15,02      | 34               | 378       | 32050110000  |

## Wirtschaft
An den Berghängen der Umgebung finden sich forstwirtschaftlich genutzte große Waldflächen mit teilweise sehr altem Baumbestand, darunter häufig Kiefern. Das fruchtbare Tal ist geprägt durch den Weinbau, dessen Trauben den international bekannten Wein von Monterrei ergeben.
| Ackerbau, Viehzucht und Fischerei                                                  | 056 | 08,78  |
| Industrie                                                                          | 085 | 013,32 |
| Bauwirtschaft                                                                      | 064 | 010,03 |
| Dienstleistungsbetriebe                                                            | 433 | 067,87 |
| Total                                                                              | 638 | 100,00 |
| * Daten aus dem Statistischen Amt für Wirtschaftliche Entwicklung in Galicien, IGE |     |        |

## Geschichte

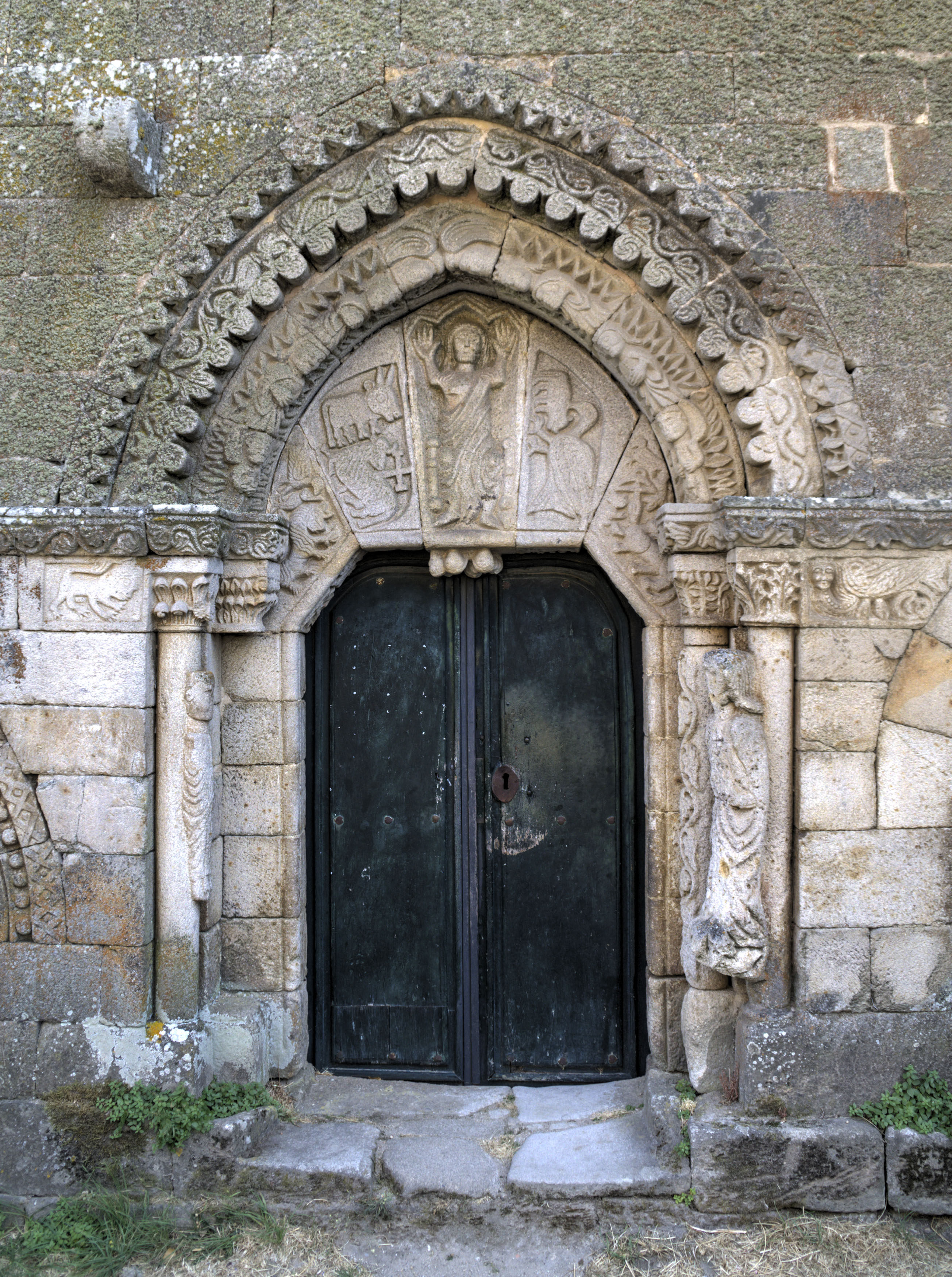
Monterrei – Nordportal der Iglesia de Santa María de Gracia

Prähistorische Funde sind in der Region häufiger, doch antike Spuren fehlen. Erste urkundliche Erwähnungen von Monterrey stammen aus dem 10. Jahrhundert. Die Stadt im Herzen eines Tales entstand am Fuße der wichtigen mittelalterlichen Festung, die im 12. Jahrhundert durch den portugiesischen König Alfons I. ihren heutigen Zuschnitt erhielt. Doch bereits kurze Zeit später fiel sie an das Königreich León und in der Folge an das Königreich Kastilien. Im Jahr 1474 wurde vom kastilischen König Heinrich IV. die „Grafschaft Monterrey“ eingerichtet, die in der Folgezeit in den Besitz mehrerer spanischer Adelshäuser kam.
In Monterrei stand um das Jahr 1494 die erste Druckpresse Galiciens, auf der das Misal Auriense gedruckt wurde, von dem ein Exemplar in der Kathedrale von Ourense aufbewahrt wird.

## Sehenswürdigkeiten
- Mit dem Bau der Burgfestung (castillo) wurde bereits um die Mitte des 10. Jahrhunderts begonnen. Ungefähr 200 Jahre später begann man im Auftrag des portugiesischen Königs Alfons I. mit zeitgemäßen Umbaumaßnahmen, zu denen auch eine Burgkirche gehörte. Im 16. Jahrhundert wurde das mittelalterliche Hauptgebäude durch repräsentative doppelgeschossige Portiken bzw. Galerien im Stil der Renaissance erweitert.
- Die Iglesia de Santa María de Gracia entstand um die Mitte des 12. Jahrhunderts als Burgkirche. Beeindruckend ist ihr reich dekoriertes romanisches Nordportal mit seinem figürlich gestalteten Tympanon und den Säulenfiguren im Gewände.